# Literaturpreis der Universitätsstadt Marburg und des Landkreises Marburg-Biedenkopf
Der Marburger Literaturpreis (mit vollständigem Namen Literaturpreis der Universitätsstadt Marburg und des Landkreises Marburg-Biedenkopf) war ein Förderpreis für jüngere deutschsprachige Autoren (bis 40 Jahre), der von 1980 bis 2005 im zweijährlichen Turnus vergeben wurde.
Ausrichter war jeweils abwechselnd die Stadt Marburg oder der Landkreis Marburg-Biedenkopf. Der Hauptpreis war zuletzt mit 7500 Euro dotiert, der einmalig vergebene Regio-Preis mit 2500 Euro. Im Frühjahr 2006 gaben der Landkreis Marburg-Biedenkopf und der Magistrat der Stadt Marburg die Einstellung des Preises bekannt. Als Gründe wurden die fehlende überregionale Wahrnehmung des Preises und die laut Veranstalter unverhältnismäßig hohen Gesamtkosten von 22.000 Euro genannt.

## Verfahren des Wettbewerbs
Das Verfahren des Wettbewerbs ist im Laufe der Jahre mehrmals überarbeitet worden, zuletzt 2003. Nachdem 2002 eine von der Jury nur mehr schwer zu bewältigende Anzahl von 662 Bewerbungen eingegangen war, wurden vom Beirat des Literaturpreises deutliche Änderungen beschlossen.
Themen oder literarische Sparten waren nicht vorgegeben, allerdings waren Dramen, Hörspiele oder Sachliteratur zur Bewerbung nicht zugelassen. Vorgelegt werden musste ein literarisches Werk, das in einem Verlag (nicht Eigenverlag) in den beiden der Verleihung vorhergehenden Jahren veröffentlicht worden war. Für Bewerber galt eine Altersbegrenzung bis zu 40 Jahren. Generell wurde die persönliche Teilnahme an der Endausscheidung erwartet.
Für den nur 2004/05 zusätzlich vergebenen Regio-Preis kamen nur Autoren in Frage, die ihren Wohnsitz in einem der fünf Landkreise des Regierungsbezirks Mittelhessen hatten.
Eine dreiköpfige Jury aus Fachleuten wählte aus den Einsendungen – 2004/05 waren es 64 – eine Endauswahl von sieben Endrundenteilnehmern aus. Diese wurden eingeladen, am entscheidenden Wochenende vor dem Fest-Publikum aus ihrem aktuellen Werk vorzutragen. Für die Lesung und anschließende Diskussion mit der Jury und dem Saalpublikum standen jeweils 45 Minuten zur Verfügung.
Im Vorfeld wurde im Wintersemester 2004/05 in Kooperation an der Philipps-Universität Marburg ein für alle Bürger offenes, wöchentlich tagendes Projektseminar zu allen vorgelegten Büchern und ihren Autoren veranstaltet. Zusätzlich bot der örtliche Philosophie-Verein „Marburger Forum“ Rezensionen zu den Werken der Endrunde in Online-Veröffentlichungen auf seinen Webseiten an, also in einem überörtlich zugänglichen Diskussionsraum. Medienpartner des Marburger Literaturpreises war der Hessische Rundfunk mit seinem 2. Hörfunkprogramm.

## Preisträger
- 2005

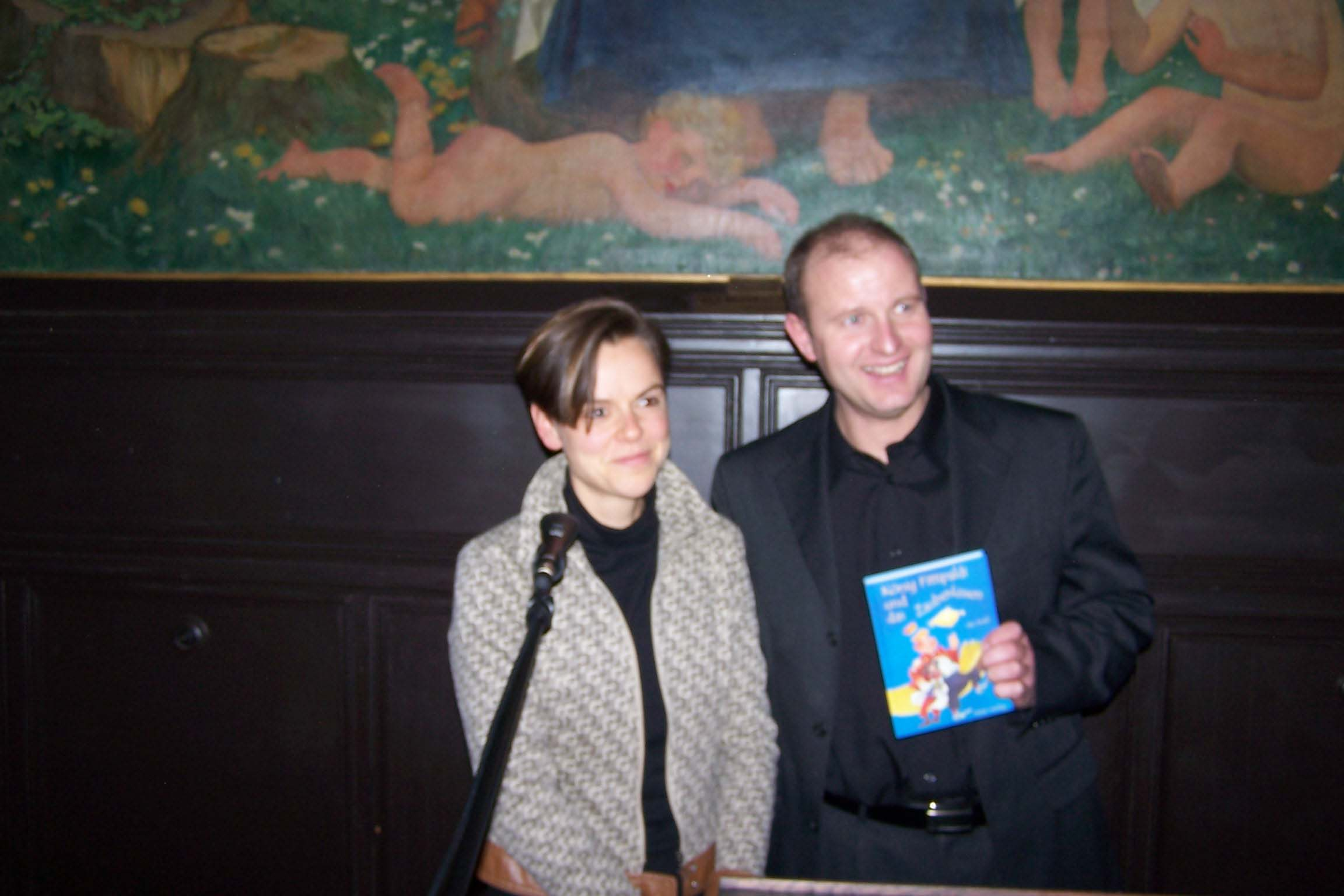
Die Preisträger im Februar 2005

  - Antje Rávic Strubel (Berlin) (Roman Tupolew 134) Hauptpreisträgerin 7.500 €
  - Jan Kuhl (Gießen) (Kinderbuch König Fittipaldi und das Zauberkissen) Regiopreis 2.500 €
- 2002
  - Thomas Lang (München) (Roman Than) – Hauptpreisträger 10.000 €
  - Markus Orths (Karlsruhe) (Roman Corpus) – Förderpreis 5.000 €
- 2000
  - Sibylle Berg (Zürich) (Roman Amerika)
  - Kathrin Groß-Striffler (Isling) (Erzählband Unterholz) – beide Hauptpreisträgerinnen je 13.000 DM
  - Tobias Grüterich (Dresden) (Löss. Aphorismen) Förderpreis 4.000 DM
- 1998
  - Dorothea Dieckmann (Hamburg) (die schwere und die leichte Liebe)
  - Matthias Altenburg (Frankfurt/M.) (Landschaft mit Wölfen) – Hauptpreisträger je 15.000 DM
- 1996
  - Anne Duden (Berlin)
  - Ilija Trojanow (München) – beide Hauptpreisträger je 12.500 DM
  - Hans Wolf (Baden-Baden) – Übersetzerpreis: 10.000 DM
- 1994
  - Robert Menasse (Wien)
  - Reinhard Jirgl (Berlin) – beide Hauptpreisträger je 12.500 DM
  - Ilse und Günter Ohnemus (München) – Übersetzerpreis: 10.000 DM
- 1992
  - Durs Grünbein (Berlin) – Hauptpreisträger
  - Robert Schindel (Wien) – Förderpreis
  - Eckhard Thiele (Berlin) – Übersetzerpreis
- 1990
  - Helga M. Novak (Berlin) – Hauptpreisträgerin
  - Josef Guggenmos (Irsee) – Förderpreis
  - Jürgen K. Hultenreich (Berlin) – Förderpreis
  - Lutz Rathenow (Berlin) – Förderpreis
- 1988
  - James Krüss – Hauptpreisträger
  - Margrit Irgang (München) – Förderpreis
  - Ror Wolf (Wiesbaden) – Förderpreis
  - Johanna und Günter Braun (Magdeburg) – Förderpreis
- 1986
  - Hans Joachim Schädlich (Berlin) – Hauptpreisträger
  - Dante Andrea Franzetti (Schweiz) – Förderpreis
  - Christa Moog (Berlin) – Förderpreis
  - Ernest Wichner (Berlin) – Förderpreis
- 1984
  - Erich Loest (Osnabrück) – Hauptpreisträger
  - Bettina Blumenberg (München) – Förderpreis
  - Klaus Hensel (Frankfurt/M.) – Förderpreis
  - Joseph Zoderer (Terenten/Südtirol) – Förderpreis
- 1982
  - Ludwig Harig (Sulzbach) – 15.000 DM
  - Hans Georg Bulla (Hannover) – 7.500 DM
  - Jürgen Fuchs (Berlin)  – 7.500 DM
  - Tezer Kiral (Istanbul) – 7.500 DM
- 1980
  - Harald Kaas (München) – Hauptpreis 12.000 DM
  - Oskar Pastior (Berlin)
  - Gert Jonke (Wien)
  - Elfriede Czurda
  - Rosemarie Schering – Förderpreise je 6.000 DM